# Cabañas Raras
Cabañas Raras är en kommun i Spanien.   Den ligger i provinsen Provincia de León och regionen Kastilien och Leon, i den nordvästra delen av landet, 300 km nordväst om huvudstaden Madrid. Antalet invånare är 1 316. Arean är 19,1 kvadratkilometer. Cabañas Raras gränsar till Ponferrada, Camponaraya, Arganza, Sancedo och Cubillos del Sil. 
Terrängen i Cabañas Raras är platt.